# Neonemobius mormonius
Neonemobius mormonius är en insektsart som först beskrevs av Scudder, S.H. 1896.  Neonemobius mormonius ingår i släktet Neonemobius och familjen syrsor. Inga underarter finns listade i Catalogue of Life.